# Campionats del món de ciclisme de muntanya i trial de 2009
Els Campionats del món de ciclisme de muntanya i trial de 2009 van ser la 20a edició dels Campionats del món de ciclisme de muntanya organitzats per la Unió Ciclista Internacional. Les proves tingueren lloc de l'1 al 6 de setembre de 2009 a Canberra (Territori de la Capital Australiana) a Austràlia.

## Resultats

### Camp a través
| Proves         | Or                                                                                       | Plata                                                                    | Bronze                                                                           |
| Masculí        | Nino Schurter (SUI)                                                                      | Julien Absalon (FRA)                                                     | Florian Vogel (SUI)                                                              |
| Femení         | Irina Kalentieva (RUS)                                                                   | Lene Byberg (NOR)                                                        | Willow Koerber (USA)                                                             |
| Masculí sub-23 | Burry Stander (RSA)                                                                      | Alexis Vuillermoz (FRA)                                                  | Thomas Litscher (SUI)                                                            |
| Femení sub-23  | Aleksandra Dawidowicz (POL)                                                              | Alexandra Engen (SWE)                                                    | Julie Bresset (FRA)                                                              |
| Masculí júnior | Gerhard Kerschbaumer (ITA)                                                               | Ricardo Reis Marinheiro (POR)                                            | Reto Indergand (SUI)                                                             |
| Femení júnior  | Pauline Ferrand-Prévot (FRA)                                                             | Michelle Hediger (SUI)                                                   | Candice Neethling (RSA)                                                          |
| Relleus Mixt   | Itàlia · Marco Aurelio Fontana · Gerhard Kerschbaumer · Eva Lechner · Cristian Cominelli | Canadà · Raphaël Gagné · Geoff Kabush · Evan Guthrie · Catharine Pendrel | França · Alexis Vuillermoz · Cédric Ravanel · Hugo Drechou · Cécile Rode Ravanel |

### Descens
| Proves         | Or                    | Plata                | Bronze                |
| Masculí        | Steve Peat (GBR)      | Greg Minnaar (RSA)   | Michael Hannah (AUS)  |
| Femení         | Emmeline Ragot (FRA)  | Tracy Moseley (GBR)  | Kathleen Pruitt (USA) |
| Masculí júnior | Brook Macdonald (NZL) | Shaun O'Connor (AUS) | Danny Hart (GBR)      |
| Femení júnior  | Anais Pajot (FRA)     | Julie Berteaux (FRA) | Holly Baarspul (AUS)  |

### Four Cross
| Proves  | Or                      | Plata                 | Bronze             |
| Masculí | Jared Graves (AUS)      | Romain Saladini (FRA) | Jakub Riha (CZE)   |
| Femení  | Caroline Buchanan (AUS) | Jill Kintner (USA)    | Melissa Buhl (USA) |

### Trial
| Proves                       | Or                                                                               | Plata                                                                                           | Bronze                                                                         |
| Masculí - 20 polzades        | Benito Ros (ESP)                                                                 | Rafal Kumorowski (POL)                                                                          | Loris Braun (SUI)                                                              |
| Masculí - 26 polzades        | Gilles Coustellier (FRA)                                                         | Kenny Belaey (BEL)                                                                              | Vincent Hermance (FRA)                                                         |
| Femení                       | Karin Moor (SUI)                                                                 | Julie Pesenti (FRA)                                                                             | Gemma Abant (ESP)                                                              |
| Masculí júnior - 20 polzades | Abel Mustieles (ESP)                                                             | Ion Areitio (ESP)                                                                               | Roderique Timellini (BEL)                                                      |
| Masculí júnior - 26 polzades | Joe Oakley (GBR)                                                                 | Abel Mustieles (ESP)                                                                            | Rafael Tibau (ESP)                                                             |
| Equips                       | Espanya · Abel Mustieles · Benito Ros · Gemma Abant · Rafael Tibau · Carles Díaz | França · Kevin Aglae · Aurélien Fontenoy · Julie Pesenti · Anthony Grenier · Gilles Coustellier | Bèlgica · Roderique Timellini · Wesley Belaey · Nicolas Massart · Kenny Belaey |

## Medaller
| Pos.  | País         | Or | Plata | Bronze | Total |
| 1     | França       | 4  | 6     | 3      | 13    |
| 2     | Espanya      | 3  | 2     | 2      | 7     |
| 3     | Suïssa       | 2  | 1     | 4      | 7     |
| 4     | Austràlia    | 2  | 1     | 2      | 5     |
| 5     | Regne Unit   | 2  | 1     | 1      | 4     |
| 6     | Itàlia       | 2  | 0     | 0      | 2     |
| 7     | Sud-àfrica   | 1  | 1     | 1      | 3     |
| 8     | Polònia      | 1  | 1     | 0      | 2     |
| 9     | Nova Zelanda | 1  | 0     | 0      | 1     |
| 9     | Rússia       | 1  | 0     | 0      | 1     |
| 11    | Estats Units | 0  | 1     | 3      | 4     |
| 12    | Bèlgica      | 0  | 1     | 2      | 3     |
| 13    | Canadà       | 0  | 1     | 0      | 1     |
| 13    | Noruega      | 0  | 1     | 0      | 1     |
| 13    | Portugal     | 0  | 1     | 0      | 1     |
| 13    | Suècia       | 0  | 1     | 0      | 1     |
| 17    | Txèquia      | 0  | 0     | 1      | 1     |
| Total | Total        | 19 | 19    | 19     | 57    |